# 抱龙河
抱龙河，又称城南河，位于中国山东省文登市，是东母猪河左岸支流，发源于文登营镇五岔口村，向西横穿文登市南部城区后入东母猪河，全长22.5公里，流域面积98.2平方公里。